# Prießnitz (Naturschutzgebiet)
Koordinaten: 51° 5′ 32″ N, 12° 36′ 51″ O

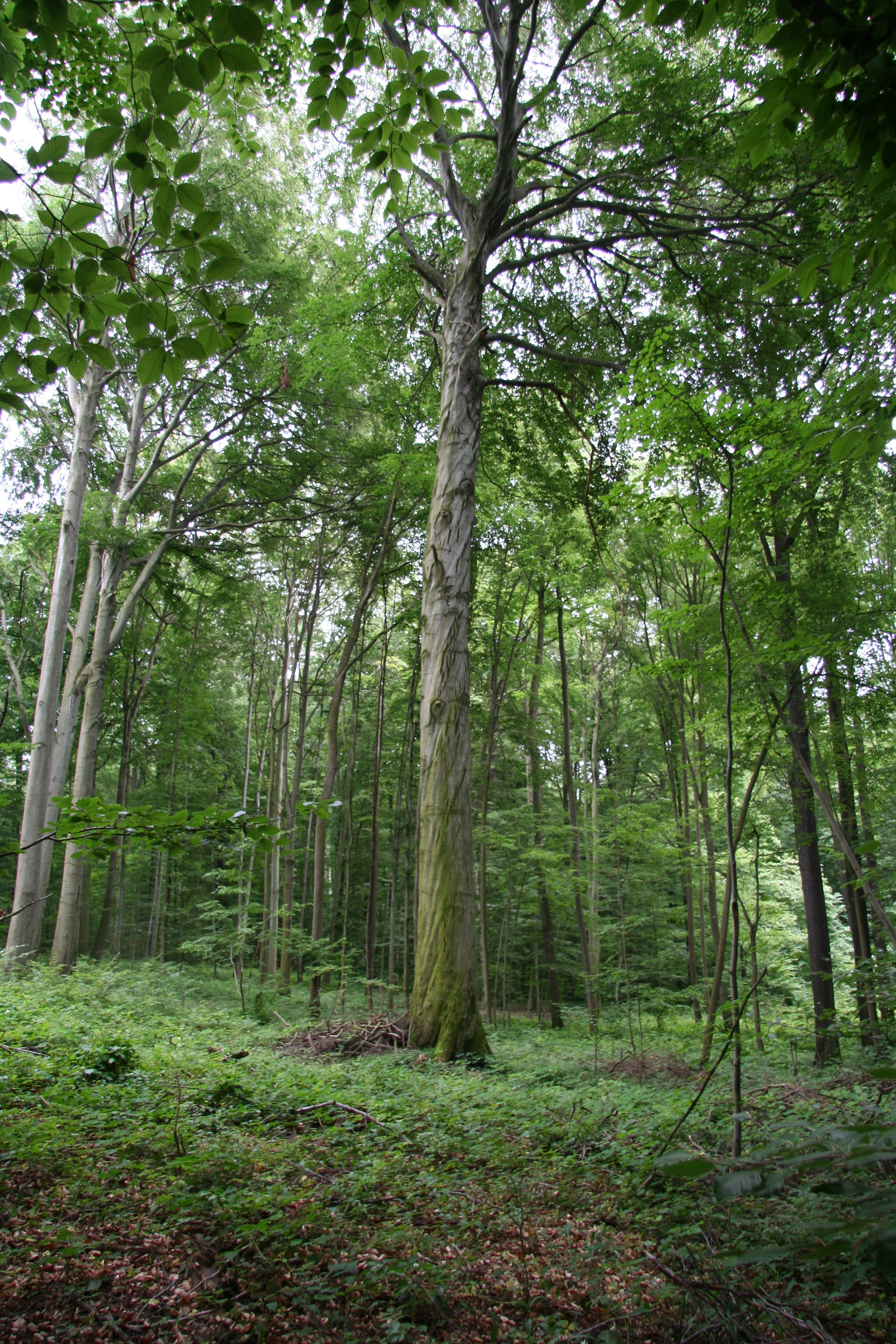
Naturschutzgebiet Prießnitz (Juni 2016)

Das Naturschutzgebiet Prießnitz liegt im Landkreis Leipzig in Sachsen. Es erstreckt sich südlich von Prießnitz, einem Ortsteil der Stadt Frohburg. Unweit westlich des Gebietes fließt die Eula, ein Nebenfluss der Wyhra. Östlich verläuft die S 242 und südwestlich die A 72.

## Bedeutung
Das rund 60 ha große Gebiet mit der NSG-Nr. L 28 wurde im Jahr 1967 unter Naturschutz gestellt.